# Dré Wapenaar
André (Dré) Wapenaar (Berkel en Rodenrijs, 13 augustus, 1961) is een Nederlands beeldend kunstenaar, actief als beeldhouwer, installatiekunstenaar, monumentaal kunstenaar, en ontwerper. Hij is vooral bekend van zijn tentachtige sculpturen uit canvas.

## Loopbaan
Wapenaar studeerde beeldhouwen aan de Academie voor Beeldende Vorming in Tilburg van 1981 tot 1986, waar hij geïnspireerd werd door het werk van de 17e-eeuwse Italiaanse architect Francesco Borromini.
Na zijn studie vestigde hij zich als beeldend kunstenaar in Rotterdam in het kunstenaarsatelier "Kunst en Complex" aan de Keileweg. In zijn beginjaren ontwierp hij architectonische houten constructies, en kwam uit op constructies opgebouwd uit tentachtige vormen. In 2014 verhuisde hij naar Rotterdam-Zuid, waar hij sindsdien woont en werkt in een voormalige gymzaal.
In 2005 werd Wapenaar onderscheiden met de Hendrik Chabot Prijs.

## Werk

### Publicaties
- Claudine Hellweg. "Onder doek. Dré Wapenaar", Metropolis M, 22 (2001) 2, pp.50-52
- Wilma Sütö. Dré Wapenaar: Canvas, Steel & Wood, 2005.
- Dré Wapenaar. Bivak. Uitgeverij Wbooks, 2010.

### Exposities, een selectie
- 1993. Home, sweet home, Exposorium Vrije Universiteit, Amsterdam.[2][7]
- 2005. SAFE, Museum of Modern Art (MoMa), New York.[5]
- 2006. Dré Wapenaar: Live & Die, Chabot Museum, Rotterdam.[8][9]
- 2009. Kunsthal Bivak, Kunsthal Rotterdam.[10]
- 2016. Tentvillage-Revisited, Motel Mozaïque 2016 festival, Rotterdam.[11]

### Fotogalerij

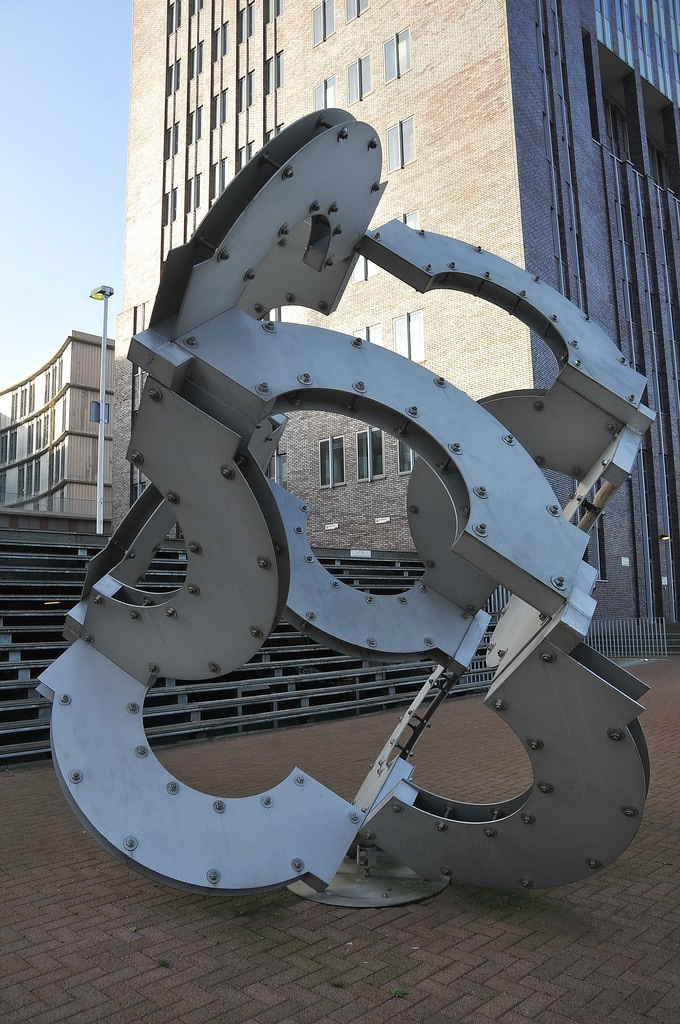
Blow up cube 1 of De Kubus te Almelo, 1995.
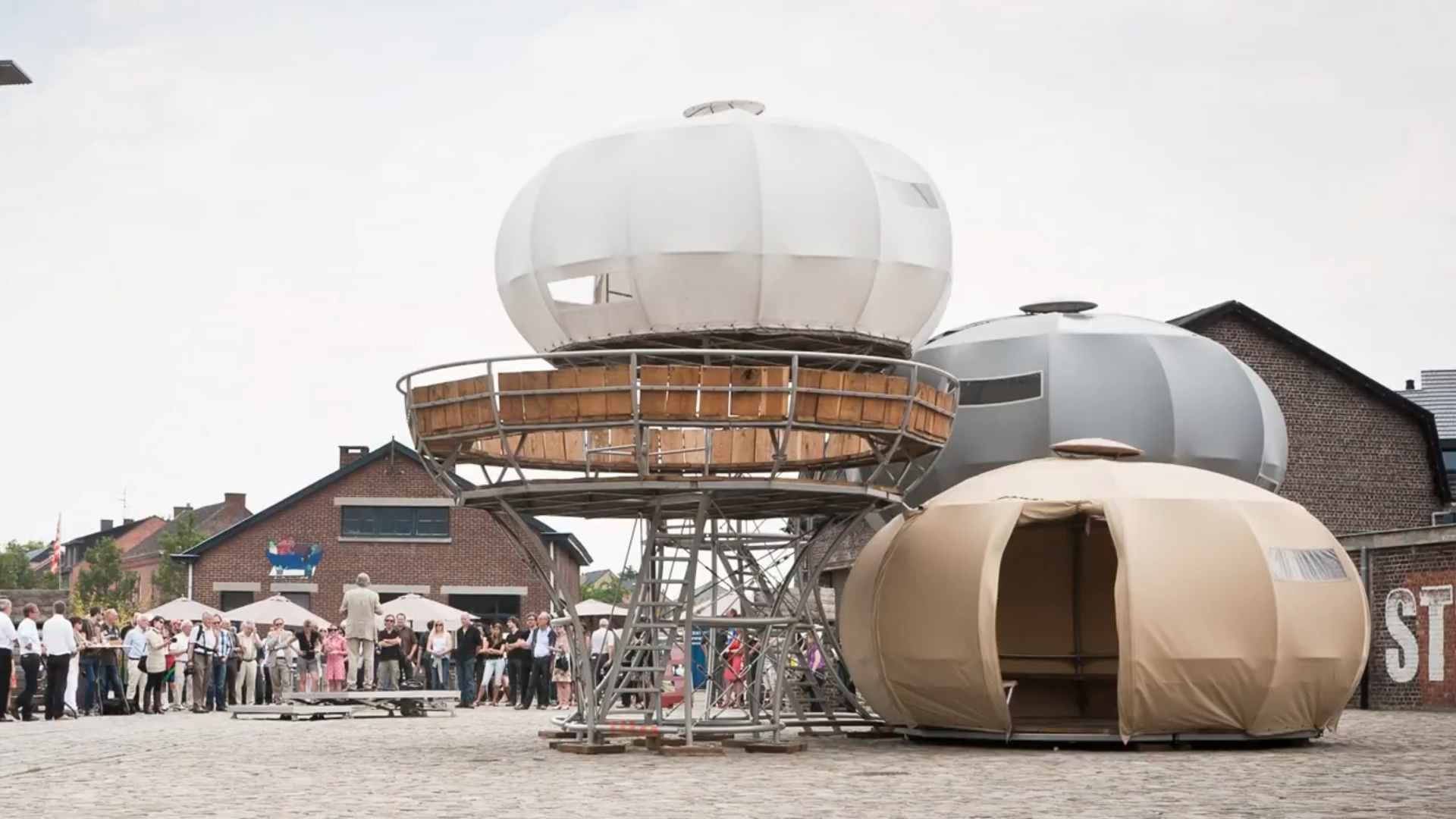
Werk van Dré Wapenaar, 2011
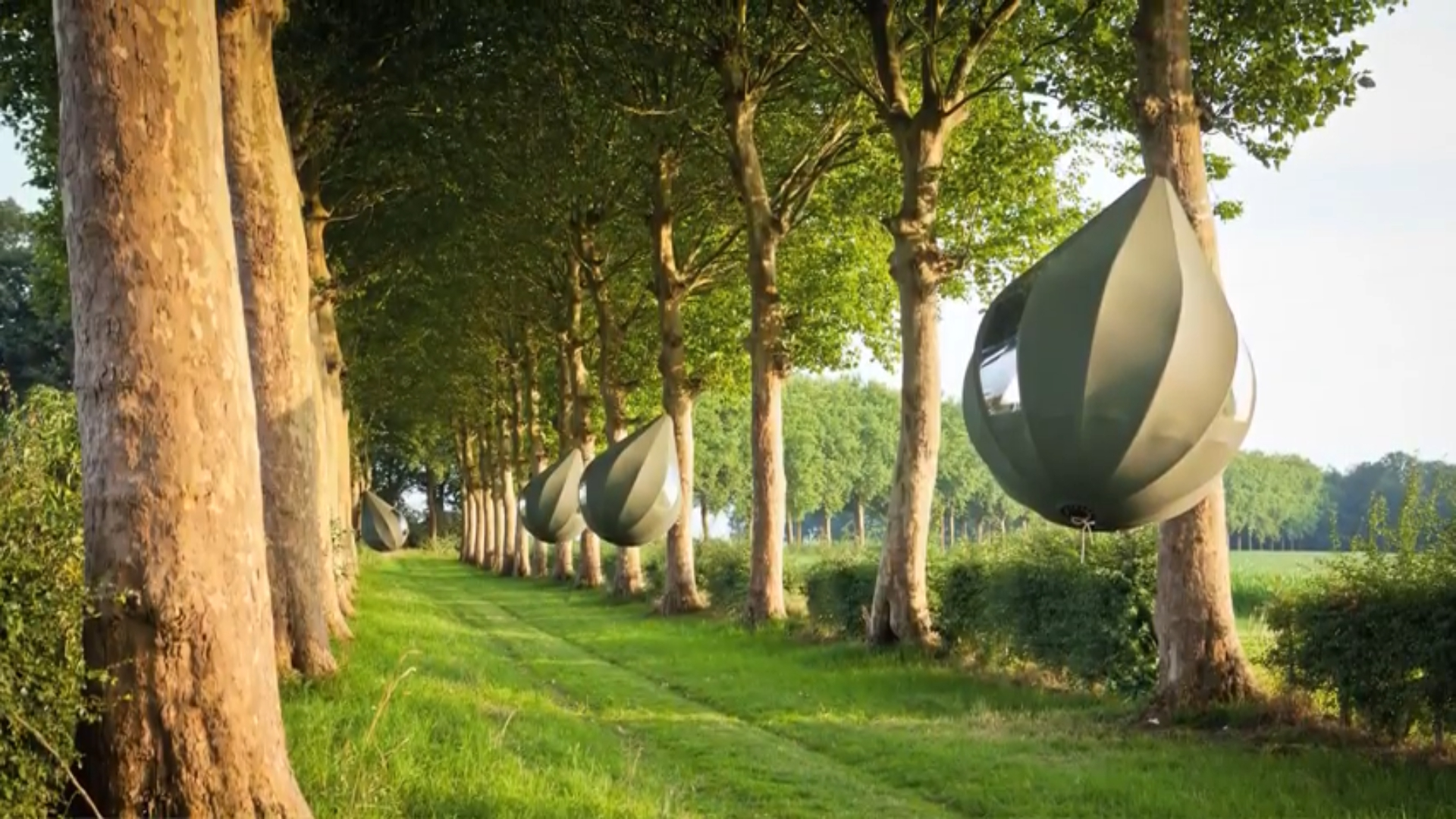
Meer werk van Dré Wapenaar, 2011